# 奇異博士 (電影)
《奇異博士》（英語：Doctor Strange）是一部於2016年上映的美國超級英雄電影，改編自漫威漫畫旗下的同名超級英雄角色奇異博士。本片由漫威影業製作，並由華特迪士尼工作室電影負責發行，本片是漫威電影宇宙的第十四部電影，由史考特·德瑞森執導，德瑞森、乔·斯派茨與C·羅拔·卡吉爾負責編劇，並由班奈狄克·康柏拜區、蒂達·史雲頓、奇維托·艾吉佛、邁茲·米克森、黃凱旋、麥可·斯圖巴、班傑明·布萊特、史考特·艾金斯和瑞秋·麥亞當斯主演。
正式拍攝於2015年11月在尼泊爾開始進行，12月移至英國拍攝。《奇異博士》定於2016年10月25日和26日起分别在臺灣與香港上映，2016年11月4日在北美和中國大陆上映。

## 劇情
邪惡魔法師卡西流斯帶領一群狂徒份子私闖位於尼泊爾加德滿都的魔法聖殿卡瑪泰姬，搶走一本封為禁忌的古文書當中的一頁。至尊魔法師古一試圖阻止他們，奉勸關於書中儀式的毀滅性代價，兩者在一個千變萬化的「鏡像次元」（Mirror Dimension）中決勝負，但卡西流斯仍帶領剩下的四名隨從逃之夭夭。在美國紐約，一名世界頂尖神經外科醫生史蒂芬·史傳奇原本過著安富尊榮的生活，直到發生一場嚴重車禍而導致他的雙手神經嚴重受損，從此徹底失去工作能力。但史傳奇堅信能恢復雙手，因此不惜用盡所有金錢進行多次實驗手術，最後卻只是徒勞無功。由於他的自暴自棄以及固執己見，他的同事尼科蒂姆·韋斯特與女友克莉絲汀·帕默相繼離開他。面臨傾家蕩產的史傳奇見到一名傷殘人士強納森·潘柏恩，他本應全身癱瘓卻奇蹟般地自如行走，他提示史傳奇前往卡瑪泰姬尋找答案。
史傳奇用僅存的現金搭飛機來到加德滿都，找尋目的地時遭遇搶劫，但被一名魔法師卡爾·莫度相救。莫度帶領史傳奇走進卡瑪泰姬會見古一，當古一為他介紹所信仰的魔法時，史傳奇起初認為這是無稽之談。古一便對他展現出魔法力量，揭示包括祖靈平原和鏡像次元在內的其他維度，對此感到難以置信的史傳奇乞求她教導自己魔法。但由於史傳奇心態過於傲慢，古一感覺他和叛逃的學徒卡西流斯異常相似，一度拒絕教授他魔法。無處可去的史傳奇不想放棄恢復雙手的唯一機會，坐在門口苦等一夜，莫度看上他的執著而勸說古一暫時接納他。
史傳奇在古一和莫度的監護下開始嚴格魔法訓練，起初糾結於他的手無法施展好魔法，古一於是將他困在珠穆朗瑪峰上，最後讓他突破自己而創造出魔法傳送門穿越回來。史傳奇藉圖書館看守人王拿來給他參考的古文書，迅速學習各個魔法招式。學習途中，史傳奇瞭解到地球被一個強大咒語所保護，以避免遭受其他維度入侵；而咒語由世界三處至聖所所組成，分別位於紐約、倫敦和香港；而魔法師的使命是守護各個至聖所免受攻擊。史傳奇隨著法術步步高升之下，打算探討古一在禁忌古文書中隱藏的秘密，於是透過能夠扭曲時間的神器阿迦莫多之眼，用時間倒轉形式恢復並閱讀卡西流斯搶走的書頁。莫度和王跑過來警告他說扭曲時間將違反自然法則，講述卡西流斯曾經因失去珍愛的一切而向古一尋求指引，直到被書中的禁忌內容所誘惑，認為人類皆有權利永生。
卡西流斯透過奪來的書頁召喚出黑暗次元的主宰「多瑪暮」，獲得黑暗力量下開始遵從其命令，摧毀倫敦至聖所後馬上攻擊紐約至聖所。史傳奇勉強對抗卡西流斯過程中，擺在展示櫃中的紅色懸浮斗篷選中史傳奇為主人，指導他打敗兩名狂徒後抓獲卡西流斯。但卡西流斯揭露古一的法力與永生之道，其實都是借助多瑪暮的黑暗次元力量。這時，狂徒盧西恩跑回來刺傷史傳奇，史傳奇製造傳送門回到他原來工作的醫院找克莉絲汀療傷，藉助她實施的心臟電擊，得以釋放出力量殺死盧西恩。史傳奇剛回至聖所碰上古一和莫度，但卡西流斯卻脫離束縛，兩方於是在鏡像次元中的紐約市進行追逐乃至鬥爭。古一展現的實力與頭上出現的黑暗印記證實卡西流斯的說詞，而卡西流斯仍然拒絕聽從勸阻，最終重創古一而使她掉回現實後摔至地面至重傷。
古一送醫搶救過程中突然靈魂出竅，欣然打算接受死亡，同時對跟著她一同出竅的史傳奇坦白實情，奉勸他有時候要打破規則行事，並希望他能借此平衡莫度的耿直天性。古一交代完遺願後傷重去世，大受感悟的史傳奇決定不讓她白白犧牲，於是說服莫度參戰前往香港。隨著卡西流斯摧毀香港至聖所，黑暗次元開始入侵且摧毀香港。史傳奇使用阿迦莫多之眼倒轉時間，使一切返回原點。但這麼做僅是緩兵之計，直到卡西流斯的一句“超越時間”使史傳奇靈機一動，於是飛進黑暗次元中創造一個無限時間循環，把他跟多瑪暮困在循環裡。無論多瑪暮殺死史傳奇多少次，他還是會隨著輪迴一次又一次回到牠面前，忍無可忍的多瑪暮只能答應史傳奇撤出地球並帶走其追隨者的要求。而卡西流斯與其隨從直接被多瑪暮吸進黑暗次元，永遠困入無盡的黑暗中。
黑暗次元隨之消失，時間倒流使周圍居民都平安無事，但莫度經此一役失去原有的信念而選擇離隊。史傳奇將阿迦莫多之眼物歸原位，王說此裝有無限寶石的儀器不宜到處使用，並告知古一的死訊一旦傳遍整個多元宇宙，則會引來其他邪惡勢力。史傳奇同時改變他想治療雙手的初衷，選擇繼承古一的至尊魔法師之位而繼續守護世界。
後來，史傳奇見到回歸地球的索爾，索爾希望他能協尋現已失蹤的父親奧丁，並保證找到後就會迅速返鄉；史傳奇便立即答應協助他。另一方面，莫度找到藏身在紐約的潘柏恩，強行奪走使他能行走的魔法能量，準備獵殺其他魔法師。

## 角色
| 演員               | 角色                      | 簡介 |
| 班奈狄克·康柏拜區  | 「奇異博士」史蒂芬·史傳奇 | 一名十分優秀、孤傲的天才外科醫生，因為一場意外傷到雙手而導取無法再執刀。為了醫治雙手而四處求醫，最後在尼泊爾的卡瑪泰姬遇到至尊魔法師古一，在見識到她的神祕魔法力量後拜其為師。 |
| 班奈狄克·康柏拜區  | 多瑪暮 （動作捕捉）       | 異次元的主宰，「黑暗次元」的。 |
| 奇維托·艾吉佛      | 卡爾·莫度                 | 史傳奇的師兄，古一的得意弟子，對其總是保持著尊敬的態度。 |
| 瑞秋·麥亞當斯      | 克莉絲汀·帕默             | 外科醫生，史傳奇的同事兼女朋友。 |
| 蒂達·史雲頓        | 古一                      | 神秘且強大的魔法師，凱爾特人，史傳奇和莫度的師父。 |
| 黃凱旋             | 王                        | 神秘的魔法師，負責管理卡瑪泰姬中的圖書館，擁有淵博的武術和魔法知識。 |
| 邁茲·米克森        | 卡西流斯                  | 邪惡的狂徒領袖，起初接連失去妻小而向古一求學，慘痛的經歷使他輕易墮入黑暗，投靠多瑪暮後企圖推翻古一。                                                                           |
| 麥可·斯圖巴        | 尼科蒂姆·韋斯特           | 外科醫生，史傳奇的同事與競爭對手。 |
| 班傑明·布萊特      | 強納森·潘柏恩             | 原下身癱瘓者，依靠魔法而使自己得以行走，並告知了史傳奇關於卡瑪泰姬的事情。 |
| 史考特·艾金斯      | 盧西恩                    | 狂徒，卡西流斯的跟隨者之一。 |
| 馬克·安東尼·布萊頓 | 丹尼爾·杜朗               | 守護紐約至聖所的魔法師。 |
| 史丹·李            | 公車乘客                  | 客串。在公車上閱讀著阿道斯·赫胥黎的《眾妙之門》一書。 |
| 克里斯·漢斯沃      | 索爾                      | 片尾客串。前來尋找流亡在地球的父親奧丁。 |

## 製作

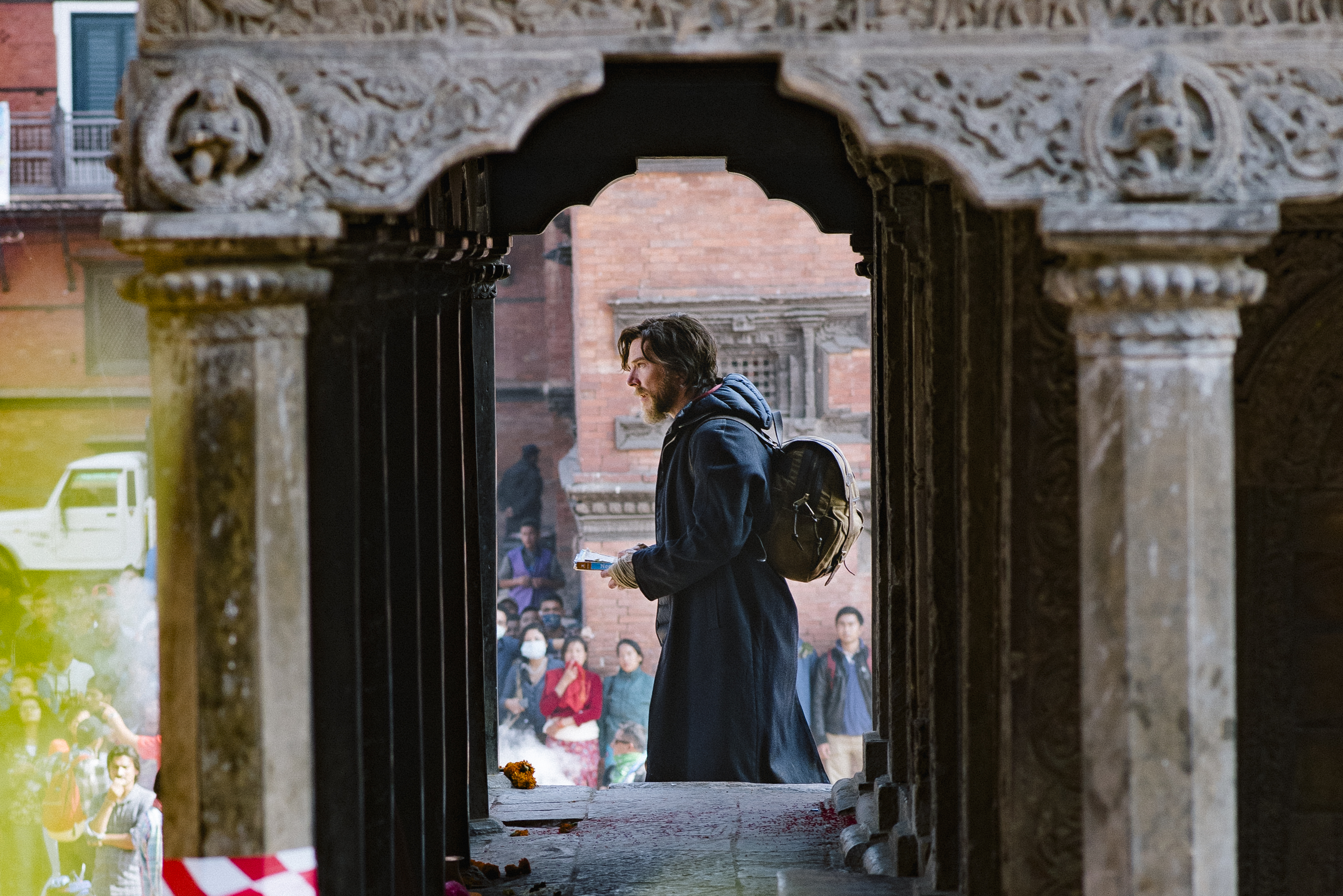
2015年11月，班奈狄克·康柏拜區在加德滿都拍攝電影

正式拍攝於2015年11月4日在尼泊爾的加德滿都谷地附近開始進行，其他取景地包括帕舒帕蒂納特廟、斯瓦揚布納特、位於加德滿都的泰美爾和新路，以及拉利特普爾的帕坦王宮廣場。2015年12月，移至英國的松林製片廠拍攝。
2015年11月25日，漫威公布《奇異博士》將在香港取景。電影於2016年4月3日在紐約市殺青，接下來開始進行後製。
導演史考特·德瑞森接受《帝國雜誌》雜誌訪問，透露本來漫威打算在2015年秋天就開始拍攝《奇異博士》，但當時班奈狄克·康柏拜區要演《王子復仇記》舞台劇而無法抽身。之後導演史考特分別與其他人選包括傑瑞德·雷托、雷恩·葛斯林及瓦昆·菲尼克斯見面商討演出。最終漫威影業的總裁凱文·費吉認為康柏拜區是不二人選，所以就為他而改期。康柏拜區表示因為漫威對他的信任，令自己有更大動力去演好角色。

## 批評
蒂達·史雲頓所飾演的古一引起了爭議，因為古一在原作是名西藏男子，後來漫威和導演德瑞森表示，「古一」在片中是個非一人獨占的稱號，選擇史雲頓來演是為了破除原本西方人對於東方男性的刻板印象，且史雲頓的優異表現絕對能夠駕馭。

## 市場推廣
班奈狄克·康柏拜區與金像女星蒂達·史雲頓及導演史考特·德瑞森會在2016年10月中到香港，宣傳漫威電影《奇異博士》，展開亞洲首站宣傳。三人於10月13日早上10時於香港出席亞太區新聞發布會，同日夜晚8時半就轉場去香港文化中心露天廣場，出席《奇異博士》紅地氈活動。16日三人到上海出席宣传见面会。

## 發行
《奇異博士》在英國於2016年10月28日發行，11月4日才在美國上映（同時包括3D和IMAX版本）。首支正式預告於2016年4月12日隨脫口秀釋出
。

### 評價
根据評論匯總网站爛番茄汇总的389篇评论文章，89%的评论家给予该作正面评价，使之獲得「認證新鮮」標識，平均打分为7.3分（满分10分）。在Metacritic上，49位影評人共給予了72分的分數（滿分100分），這部電影獲得了「普遍好評」。

### 票房
2016年8月，估計《奇異博士》在美國能從首映週末獲得5,000萬至6,000萬美元的票房，這是按「非迪士尼式的預估」。10月，電影的估計值改為5,500萬至7,500萬美元。美國上映前一週，預計值又上修至6,500萬至7,500萬美元。2016年11月4日，美國週五獲得3,260萬美元的票房佳績，這超越了2013年的《雷神索爾2：黑暗世界》（3,190萬美元）；首映週末總計8,498萬美元，位居當週票房冠軍。第二週，電影以4,300萬美元蟬聯冠軍；但對比上週，跌幅高達50%。也許是因為《怪獸與牠們的產地》將於第四周上映，間接影響了票房的成長。
中国大陆方面，最終累计7.51亿人民币。
台灣方面，首週六天票房為新台幣1.5億元；最終全台票房為新台幣3.01億元。
| 上一届： 《梅迪亞萬聖節》       | 2016年美國週末票房冠軍 第45-46周     | 下一届： 《怪獸與牠們的產地》    |
| 上一届： 《你的名字》           | 2016年台北週末票房冠軍 第44-45週     | 下一届： 《比利·林恩的中場戰事》 |
| 上一届： 《烈探狙擊：誓不回頭》 | 2016年香港一週票房冠軍 第43-44週     | 下一届： 《你的名字》            |
| 上一届： 《机械师2：复活》      | 2016年中国内地一周票房冠军 第45-46周 | 下一届： 《我不是潘金蓮》        |

## 續集
2016年4月，編劇C·羅拔·卡吉爾表示，漫威和導演史考特·德瑞森已經有了一些關於續集的想法。10月，德瑞森證實他有意願製作續集，並表示他喜愛奇異博士這個角色，以及該集的故事只是「冰山一角」。

## 備註
1. ↑  依照漫威電影宇宙上映次序。
2. ↑  依照漫威電影宇宙中故事發生的時間次序，參見漫威电影宇宙#時間線。
3. ↑  原作中為西藏。
4. ↑  由他摔壞的腕錶，可知車禍當天日期是土撥鼠日，致敬《今天暫時停止》。
5. ↑  外形以香港雷生春為設計藍本。
6. ↑  後續劇情參見2017年電影《雷神奇俠3：諸神黃昏》。
7. ↑  該角在原作中為中年男性。

## 外部連結
- 互联网电影数据库（IMDb）上《奇異博士》的资料（英文）
- Box Office Mojo上《奇異博士》的資料（英文）
- 爛番茄上《奇異博士》的資料（英文）
- Metacritic上《奇異博士》的資料（英文）
- AllMovie上《奇異博士》的资料（英文）
- 開眼電影網上《奇異博士》的資料（繁體中文）
- 时光网上《奇異博士》的資料（简体中文）
- 豆瓣电影上《奇異博士》的資料 （简体中文）